# (36324) 2000 LT27
2000 LT27 (asteroide 36324) é um asteroide da cintura principal. Possui uma excentricidade de 0.22174130 e uma inclinação de 2.88917º.
Este asteroide foi descoberto no dia 6 de junho de 2000 por LONEOS em Anderson Mesa.